# Gasteracantha sapperi
Gasteracantha sapperi är en spindelart som beskrevs av Dahl 1914. Gasteracantha sapperi ingår i släktet Gasteracantha och familjen hjulspindlar. Inga underarter finns listade i Catalogue of Life.